# Pachnoda uelensis
Pachnoda uelensis är en skalbaggsart som beskrevs av Louis Burgeon 1931. Pachnoda uelensis ingår i släktet Pachnoda och familjen Cetoniidae. Inga underarter finns listade i Catalogue of Life.